# Тровање оловом
Тровање оловом, такође познато као плумбизам и сатурнизам, је врста тровања изазвана тешким металима у телу. Мозак је најосетљивији на тровање оловом. Симптоми могу укључивати бол у стомаку, затвор, главобољу, раздражљивост, проблеме са памћењем, неплодност и пецкање у рукама и стопалима. Ово тровање узрокује скоро 10% интелектуалних инвалидитета иначе непознатог узрока а може довести и до проблема у понашању. Неки од ефеката су трајни. У тешким случајевима може доћи до тешке анемије, конвулзија, коме или смрти.

## Опште информације
Олово је елемент који спада у групу тешких метала.  Његова атомска маса је 207,21, тачка топљења је 327,46 °C, и температура испаравања релативно ниска (између 400 °C и 500 °C).  Олово  је плавичасто сиви, меки метал, свежег пресека сребрнасто сјајна, али врло брзо потамни.
Због лакоће обраде, олово је пре неколико хиљада година у Кини било широко коришћено, како у легурама, тако и у процесу емајлирања порцеланских посуда. У у старом Риму његове соли су коришћене у процесу бојења, а само олово које се користи чак и за прављење посуђа. 
У прошлости олово је нашло своју примену не само као боја, већ и у производњи штампаних слова, кристалног стакла, сачме, поливинилних омотача електричних каблова, батерија, гума, а као тетраетил олово у нафтној индустрији. Олово има и значајну улогу у стоматологији, као састојак амалгама. Због утврђене токсичности, олово и његова једињења су последњих неколико деценија повучени су из употребе где год је то могуће и , замењена  мање токсичним материјама.
Међутим тетраоксид олово које је познатији као минијум, као идеално антикорозивно средство, и даље је у свакодневној употреби.

## Фармакокинетика
Фармакокинетика олова (Pb) код људи је сложена. Велики број људи на глобалном нивоу је у стању позитивног баланса олова од рођења. 
У Сједињеним Америчким Државама је у последње четири деценије постигнут значајан напредак у смањењу броја деце са повишеним нивоом олова у крви (БЛЛ). Подаци за период од 1976. до 1980. године Националне здравствене агенције за  исхрану указују да је око 88% деце узраста 1 до 5 година имало БЛЛс ≥ 10  μg/dl. Од тада, проценат је нагло опада, са 4,4% у периоду од 1991. до 1994. године на 1,6% током 1999–2002, и коначно на 0,8% током 2007–2010. 
Националне процене геометријске средње вредности (ГМ) БЛЛ за децу узраста од 1 до 5 година значајно су опадале током времена, тако да се  ГМ БЛЛ од 1976. до 1980. године  кретао од 15  μg/dl до процењене ГМ БЛЛ за 2015–2016 од 0,82 µg/dl.
Према подацима из Индије ова земља има највећи број оболеле деце - више од 275 милиона, са нивоом олова у крви већим од пет микрограма по децилитру,  јер стручњаци кажу да је у Индији унос олова преко хране, течности и ваздуха код деце и до пет пута већи него код одраслих, у поређењу са телесном тежином.

### Гастроинтестинална апсорпција олова
Проценат апсорпције олова кроз гастроинтестинални (ГИ) тракт је променљив. Деца су у већем ризику од апсорпције олова од одраслих. Апсорпција олова зависи од неколико фактора, укључујући физички облик олова, величину прогутаних честица, време проласка кроз ГИ и нутритивни статус особе која је уносила.
Апсорпција олова је обрнуто пропорционална величини честица; што је честица мања, олово се потпуније апсорбује. Дакле, излагање оловној прашини доводи до веће апсорпције од излагања еквивалентној количини олова из чипова оловне боје.
Апсорпција олова се повећава када је присутан и недостатак гвожђа, цинка и/или калцијума. Апсорпција олова је такође повећана неухрањеношћу, при чему се апсорпција олова смањује ако су у исхрани фосфор, рибофлавин, витамин Ц и витамин Е. Нискоенергетски (калорични) унос и унос са високим садржајем масти су повезани са повећаном апсорпцијом олова.
Апсорпција олова је обрнуто пропорционална хронолошкој старости. Генерално, отприлике 30–50% олова које унесу деца се апсорбује, у поређењу са отприлике 10% олова које уносе одрасли.

### Апсорпција олова преко коже
Елементарно и неорганско олово се не апсорбује кроз нетакнуту кожу. Органска једињења олова (нпр тетраетил олово) се може апсорбовати кроз кожу.

### Апсорпција олова инхалацијом
Ако се удахне у стању финих честица, олово се може апсорбовати директно кроз плућа или га мукоцилијарно стабло може пренети до грла, где се прогута и апсорбује преко гастроинтестиналног система. 
Количина унетих честица олова која се јавља кроз респираторни систем зависи од:
- величине честица,
- респираторног волумена пацијента,
- количине депозиције
- мукоцилијарног клиренса удахнутог олова.

Највећи део (скоро 100%) олова удахнутог као испарење апсорбује се директно кроз плућа.

## Дистрибуција олова у телу
Апсорбовано олово које се не излучује првенствено се размењује између следећа три система:
- Крв
- Меко ткиво (јетра, бубрези, плућа, мозак, слезина, мишићи и срце)
- Минерализација ткива (кости и зуби)

Крв
Након апсорпције, олово улази у крвни систем. Олово у крви се првенствено налази у црвеним крвним зрнцима (РБЦ). Иако крв углавном носи само мали део укупног оптерећења тела оловом, она служи као почетни резервоар апсорбованог олова и дистрибуира олово по целом телу, чинећи га доступним другим ткивима, мада крв служи и за излучивање. 
Полувреме елиминације олова у крви одраслих људи процењено је на 1 месец, док код деце може бити и до 10 месеци.
Приближно 99% олова у крви је повезано са еритроцитима; преосталих 1% се налази растворено у крвној плазми, која преноси олово између различитих система. Олово у крви је такође важно јер је БЛЛ најраспрострањенија мера изложености олову. Мање осетљиви еритроцитни протопорфирин (ЕП) тест се такође користи као индиректна потврда повишеног БЛЛ. ЕП тестови, међутим, не мере укупно оптерећење тела и повишени су у другим процесима болести као што је недостатак гвожђа.
Меко ткиво
Олово се брзо дистрибуира у мека ткива путем крви  која дистрибуира олово у различите органе и ткива. Студије на животињама показују да јетра, плућа и бубрези имају највећу концентрацију олова у меким ткивима одмах након акутног излагања. Мозак је такође место дистрибуције, олова па тако у хипокампусу може доћи до селективне акумулације олова у мозгу. 
Деца задржавају више олова у меким ткивима него одрасли.  
Полувреме елиминације олова у меким ткивима је приближно 40 дана.
Минерализација у ткивима
Већина задржаног олова у људском телу се на крају депонује у костима. Кости и зуби одраслих садрже више од 90% укупног терета оловна у телу,  док је тај ниво нешто нижи и износи око 75%. 
Олово у минерализирајућим ткивима није равномерно распоређено, са акумулацијом у деловима костију који су подвргнути најактивнијој калцификације у време излагања.
Кост се посматра као двоструки одељак, са релативно плитким лабилним одељком (трабекуларна кост), где је полувреме елиминације 90 дана, и дубоким инертним преградом (кортикална кост), где полувреме елиминације може бити 10-30 године. Лабилна компонента лако размењује коштано олово са крвљу, док се олово у инертној компоненти може чувати деценијама. У временима физиолошког стреса, тело може да мобилише залихе олова у костима, чиме се повећава ниво олова у крви.
Мобилизација олова из кости у крв се повећава током периода трудноће, лактације, менопаузе, физиолошког стреса, хроничне болести, хипертиреозе, болести бубрега, прелома костију и поодмаклог узраста, а погоршава се са недостатком калцијума. Сходно томе депоноване количине олова представљају посебан ризик јер је су потенцијални ендогени извор олова који може да одржи БЛЛ дуго након што се излагање заврши.
Зуби се такође сматрају делом терминалног одељка. Олово се акумулира у зубима током дужег периода, посебно у дентину дечијих зуба, што може омогућити мерење кумулативне изложености олову.

### Излучивање
Већина олова апсорбованог у тело се излучује или путем бубрежног клиренса преко мокраће или путем билијарног клиренса преко фецеса. Проценат излученог олова и време излучивања зависе од бројних фактора. Значајни пад БЛЛ код особе може потрајати неколико месеци, или понекад година, чак и након потпуног уклањања из извора изложености. За клиничаре који процењују пацијента са потенцијалним тровањем оловом важно је да испитају потенцијалну тренутну и рану изложеност олову и потраже друге факторе који утичу на биокинетику оловом (нпр лоша исхрана).

### Кинетика мајке и фетуса
Олово лако пролази кроз плаценту, а фетус задржава олово кумулативно током целе гестације. Специфични здравствени проблеми, као што су неухрањеност и недостатак гвожђа, могу довести до веће апсорпције олова код мајке. Повишени нивои олова код мајке касније резултују већом дистрибуцијом олова на фетус.

## Механизми токсичности
Олово нема физиолошку улогу у људском телу, већ има бројне штетне механизме токсичности. Олово има висок афинитет према сулфхидрилним групама. Због тога је посебно токсичан за више ензимских система, укључујући оне потребне за синтезу хема (ферокелатаза) и антиоксиданте (супероксид дисмутаза, каталаза, глутатион пероксидаза).
Многи од токсичних ефеката олова такође су резултат његове инхибиције ћелијске функције која захтева калцијум. Олово се везује за протеине активиране калцијумом са много већим (105 пута) афинитетом од калцијума. Интеракција олова и калцијума са ћелијским структурама зависи од концентрације присутних слободних јона (Pb 2+ и Cа 2+ ). Pb 2+ и Cа 2+ се такмиче на плазма мембрани за транспортне системе, који утичу на њихов улазак или излазак (Cа 2+ канали и Cа 2+ пумпа.) Интраћелијски Cа 2+ је пуферован протеинима, ендоплазматским ретикулумом и митохондрије; Pb2+ ремети ову интрацелуларну хомеостазу Cа2+. A (Ca2+)-(Pb2+)-(Pb 2+ ) на митохондријама. Pb 2+ ступа у интеракцију са бројним ефекторским механизмима зависним од Cа2+, као што су калмодулин, протеин киназа C, Cа2+ зависни K+ канали у плазма мембрани и ослобађање неуротрансмитера.
Претпоставља се да олово изазива више оксидативног стреса код жена и више регулације гена који реагују на оксидативни стрес, док мушкарци имају више протеолитичке деструкције; у оба случаја долази до стварања измењених/денатурисаних самосаставних састојака који изазивају упалу и губитак хомеостазе неуронских и имунолошких функција.

## Симптоми тровања оловом
Тровање оловом је најчешће хронично стање, које ретко узрокује акутне симптоме. Са или без акутних симптома, тровање на крају има неповратне ефекте (когнитивни дефицити, периферна неуропатија, прогресивна бубрежна инсуфицијенција).
Ризик од когнитивног оштећења повећава се када концентрација олова у целој крви током дужег временског периода износи 10 μg/dl (0.48 μмол / Л), иако може бити у нижим концентрацијама. Остали симптоми (абдоминални грчеви, болови са леве стране,  тремор, промене расположења) су могући ако је концентрацијом олова у крви> 50 μg/dl (> 2.4 μмол / Л). 
Енцефалопатија се развија када је концентрацији олова у крви> 100 μg/dl (> 4,8 μмол / л).
Код деце, акутно тровање оловом може изазвати раздражљивост, смањену пажњу и акутну енцефалопатију. Едем мозга који се развија након 1-5 дана, узрокујући трајно озбиљно повраћање, поремећај кретање, промене у свести, конвулзивни синдром и кому. Енцефалопатији може претходити неколико седмица раздражљивости и смањена активност игара. Хронично тровање оловом код деце може изазвати олигофренију, нападе, агресивно понашање, развојно заостајање, хронични бол у трбуху и анемију.
Код одраслих са професионалним тровањем, развој симптома (промене личности, главобоља, бол у трбуху, неуропатија) карактеристична је за првих неколико седмица од тровања или касније. Енцефалопатија није типична.
Деца и одрасли могу имати анемију, јер олово омета нормално формирање хемоглобина. Код деце и одраслих који удишу тетра-етил- или тетра-метил олово (из оловног бензина), поред карактеристичних симптома тровања оловом, могућ је и развој токсичне психозе.

### Енцефалопатија
Развој енцефалопатије сматра се најштетнијим оловним ризиком по здравље. Микроваскулатура дечјег мозга у развоју је јединствено подложна високој токсичности олова, коју карактерише церебеларна хеморагија, повећана пропустљивост крвно-мождане баријере и вазогени едем. 
Досадашње студије о токсичном дејству олова на мозак младих животиња показале су оштећење крвно-мождане баријере, које се у тешким облицима јавља као хеморагична енцефалопатија.

### Неуропатија
Ћелијски, интрацелуларни и молекуларни механизми неуротоксичности олова су бројни. Олово утиче на многе биолошке активности на различитим нивоима контроле, укључујући канале са напоном и први, други и трећи систем гласника. 
Олово такође утиче на постнаталну реорганизацију мозга кроз следеће познате механизме:
- Смањена густина олигодендрита
- Таложење мијелина
- Кортикална синаптогенеза
- Индукција преране диференцијације глијалних ћелија
- Блокада калцијумских канала осетљивих на напон
- Интерференција са неуротрансмитерима
- Неорганизовано синаптичко орезивање
- Интерференција са протеин киназама

Једна студија је открила да је хронична професионална изложеност довела до атрофије и повећаних лезија беле материје годинама након престанка излагања у испитиваној групи радника. Утврђено је да су укупни волумен мозга, фронтални и укупни волумен сиве масе и паријетални волумен беле масе смањени. Виши измерени нивои костију такође су били повезани са регионално смањеним запреминама у цингулатном гирусу и инсули.
Олово такође утиче на слушни нервни систем. Изложеност олову утиче на проводљивост у дисталном слушном нерву и на слушни пут у доњем можданом стаблу. Суптилна оштећења слушне обраде могу имати дубоке ефекте на учење.
Традиционално, неуромускуларни поремећај повезан са тровањем оловом је била чисто моторна неуропатија. Класични облик оловне неуропатије састоји се од слабости која првенствено укључује екстензоре зглоба и прстију, али која се касније шири на друге мишиће.
 

Вероватније је да ће се моторна неуропатија развити након релативно краткотрајног излагања високим концентрацијама олова и еволуира на субакутни начин. Пацијенти такође могу ретко приметити сензорне и аутономне неуропатске карактеристике. 
Пре 1925. године, токсична неуропатија изазвана оловом била је честа појава. У модерним временима, то је изразита реткост.

### Компромитована функција ензима
Олово утиче на биосинтезу хема, изазивајући анемију при високим нивоима у крви; међутим, на ниским нивоима, Pb2+ изазива микроцитозу (смањен средњи корпускуларни волумен [МЦВ] и средњи корпускуларни хемоглобин [МЦХ]) и компензаторно повећање броја еритроцита.
Олово се неповратно везује за сулфхидрилну групу протеина, изазивајући оштећену функцију без икаквог видљивог прага. Ензими делта-аминолевулинска киселина дехидратаза, која катализује формирање порфобилиногеног прстена, и ферохелатаза, која катализује уградњу гвожђа у протопорфирински прстен, су угрожени оловом.
Инхибиција ових ензима може почети са нивоима олова од чак 5 µg/dl. Ако је ферохелатаза инхибирана (као код токсичности олова) или је присутно неадекватно гвожђе, гвожђе се замењује цинком и концентрације цинк протопорфирина се повећавају. Главна последица овог ефекта је смањење нивоа хемоглобина у циркулацији. Може бити присутно базофилно мрљање еритроцита.

### Нефропатија
Тровање оловом инхибира ћелије проксималне тубуларне облоге. Абнормалности које се могу видети код токсичности олова укључују аминоацидурију, фосфатурију и гликозурију (Фанконијев синдром). Ови ефекти су реверзибилни. Овај акутни облик нефропатије се чешће јавља код деце. Гихт као последица нефропатије изазване оловом је типично дугорочна компликација изложености олову на радном месту (назива се сатурнински гихт).
Хронична оловна нефропатија, хронични тубулоинтерстицијски нефритис на биопсији, јавља се у условима дуготрајне изложености олову и често је повезана са хипертензијом и гихтом. 
Дијагноза хроничне оловне нефропатије је тежа јер лабораторијске абнормалности уочене код акутне интоксикације оловом нису присутне код хроничне изложености олову.

### Повећан крвни притисак
У мета-анализи која се фокусира на епидемиолошку поновну процену везе између крвног притиска и олова у крви, Наврот ет ал. открили да је ова повезаност била слична код мушкараца и жена. У комбинованим студијама, двоструко повећање концентрације олова у крви било је повезано са порастом систолног притиска за 1 ммХг и повећањем дијастолног притиска за 0,6 ммХг. Ова студија сугерише да постоји слаба повезаност између крвног притиска и олова у крви.

### Промењена репродуктивна функција
Токсичност олова је повезана са смањеном плодношћу. Утврђено је да мушкарци са повишеним нивоом олова имају смањен број сперматозоида и поремећену покретљивост сперматозоида. 
Код жена је пријављена повећана неплодност, мртворођеност и побачаји у вези са токсичношћу олова, као и смањена порођајна тежина плода. 
Тровање оловом је такође код жена повезано са менструалним неправилностима.

### Абнормалности костију
Акумулација олова у коштаним ћелијама може имати токсичне последице по сам статус костију. Развој скелета и регулацију скелетне масе на крају одређују 4 различите врсте ћелија: остеобласти, ћелије облоге, остеокласти и остеоцити. Ове ћелије, које облажу и продиру у минерализовани матрикс, одговорне су за формирање матрикса, минерализацију и ресорпцију костију, под контролом системских и локалних фактора.
Системске компоненте регулације укључују паратироидни хормон, 1,25-дихидроксивитамин Д-3 и калцитонин. Локални регулатори укључују бројне цитокине и факторе раста. Тровање оловом директно и индиректно мења многе аспекте функције коштаних ћелија.
Прво, олово може индиректно да промени функцију ћелија костију кроз промене у циркулишућим нивоима тих хормона, посебно 1,25-дихидроксивитамина Д-3, који модулира функцију коштаних ћелија.
Друго, олово може директно да промени функцију коштаних ћелија тако што инхибира способност коштаних ћелија да реагују на хормонску регулацију. На пример, 1,25-дихидроксивитамин Д-3 стимулисана синтеза остеокалцина, протеина који везује калцијум синтетисаног у остеобластним коштаним ћелијама, инхибирана је ниским нивоом олова. Оштећена производња остеокалцина може инхибирати стварање нове кости, као и функционално спајање остеобласта и остеокласта.
Треће, олово може нарушити способност ћелија да синтетишу или луче друге компоненте коштаног матрикса, као што је колаген.
Коначно, олово може директно утицати или заменити калцијум у активним местима система преносника калцијума, што доводи до губитка физиолошке регулације.
Компартментална анализа указује да се кинетичка дистрибуција и понашање интрацелуларног олова у остеобластима и остеокластима дешава пертурбацијом система месинџера калцијума и цикличног аденозин монофосфата (цАМП) у овим ћелијама.
Оловна линија се односи на метафизну линију повећане радиогустине која се јавља код тровања оловом. Хистолошка лезија се састоји од поремећене ресорпције калцификоване метафизне хрскавице, депресивног таложења костију на хрскавичним површинама и акумулације бројних мултинуклеатних џиновских ћелија, од којих неке садрже инклузије олова.
Оловна линија је резултат неспособности ћелија које ресорбују хрскавицу изазване оловом да разграђују минерализовани матрикс, са резултујућим оштећењем метафизне ресорпције хрскавице. Радиогустина оловне линије је због упорне минерализоване метафизне хрскавице, а не због примарне коштане промене или самог олова.

### Друге абнормалности
Олово такође може изазвати друге знаке и симптоме. 
Оловна колика
Оловна колика је симптом хроничног тровања оловом и повезана је са тврдоглавим затвором. 
Бертонова линија
Бертонова линија или гингивална оловна линија је тамноплава линија дуж десни која означава тровање оловом. Обично се јавља када је тровање оловом повезано са лошом оралном хигијеном.
Активацију протеин киназе Ц
Олово изазива активацију протеин киназе Ц (ПКЦ). и везује се за ПКЦ јаче него Ца 2+ , његов физиолошки активатор. Ово додатно погоршава проблем са отпуштањем неуротрансмитера који је горе описан. Промена функције ПКЦ такође компромитује системе другог гласника унутар ћелије, што доводи до даљих промена у експресији гена и синтези протеина.
Хеморагична енцефалопатија
При вишим нивоима у крви, Pb2+ ремети функцију ендотелних ћелија у крвно-можданој баријери. Ово може довести до хеморагичне енцефалопатије, коју карактеришу напади и кома.

## Извори изложености олову
Сви узроци тровања оловом су еколошки, међутим, извори олова су прилично различити. 
Боја на бази олова остаје најзначајнији извор изложености деце олову у Сједињеним Америчким Државама. Иако је олово у бојама препознато као извор неуротоксичних ефеката пре једног века, тек 1977. године Комитет за безбедност потрошачких производа је одредио да се олово више неће додавати бојама за становање. Међутим, ово није решило проблеме пропадања боје у старијим домовима и употребе оловне боје за спољашње површине или уметничке подухвате.
Љуштење и запрашивање оловне боје је далеко највећи извор изложености олову код деце. Међутим, и други извори олова у окружењу детета могу довести до акутног тровања оловом или допринети већ повишеном нивоу олова у крви.
Показало се да деца која живе у или близу радионица за рециклажу оловних батерија у Индији имају повишен ниво олова у крви до 200 микрограма по децилитру, каже др Абас Махди, шеф Одељења за биохемију на Медицинском универзитету Краљ Џорџ у Индији Утар Прадеш.
Иако према подацима од септембра 2019, Агенције УН за животну средину  73 земље имају правно обавезујуће контроле ограничења производње, увоза и продаје оловних боја, то је само 38% свих земаља на планети. У многим земљама није забрањена употреба оловних боја у домовима и школама, што значајно повећава ризик од излагања деце олову. Стручњаци кажу да се количина олова у бојама у неким земљама била и до 400 пута већа од оне дозвољене у развијеним земљама.
Како се последње број возила у земљама са ниским и средњим приходима утростручио од 2000. године, то је довело до повећања рециклаже оловно-киселинских батерија, која се често врши на небезбедан начин. Чак половина коришћених оловно-киселинских батерија заврши у неформалној економији...а током нерегулисаних и често нелегалних пракси рециклаже, кућишта се насилно отварају просипањем киселине и оловне прашине по земљи, отапањем олова у отвореним пећима, производњом токсичних испарења и прашине која загађује оближња стамбена насеља.

### Радно окружење
Одрасли се могу изложити дејству или донети оловну прашину кући са свог посла на одећи, рукама, коси и обући. У занимања код којих постоји већа изложеношћу олову спадају:
- фарбање или лепљење тапета,
- реновирање станова,
- поправка намештаја,
- топљење или рударење олова,[18]
- обука у ватреном оружју,
- поправка аутомобила,
- производња или рециклажа батерија,[19]
- изградња мостова, тунела или уздигнутих аутопутева.

### Хоби
Одређени хобији могу контаминирати дом оловном прашином или испарењима или контаминирати пацијентову одећу, руке, косу или ципеле. Примери укључују топљење олова за домаће мускетне кугле или прибор за пецање, гађање у мете, прављење витража (уметници могу да користе оловни лем и чврсто олово, које обавија комаде стакла и уоквирује уметничко дело) и керамику.

### Земљиште
Иако је олово у потпуности уклоњено из бензина до 1995. године у Сједињеним Америчким Државама, честице олова које се емитују у издувним гасовима мотора и даље опстају у неким земљиштима у близини главних путева. 
Поред тога, дотрајала спољашња оловна боја може контаминирати тло око старих домова. Деца која се играју на голом тлу ризикују да буду изложена олову, а чланови породице могу на својим ципелама унети контаминирано земљиште у кућу.
Градови који су раније били локација топионица олова можда још увек имају земљиште загађено оловом. 

### Керамика
Олово се користи у неким керамичким глазурама јер производи одређене боје и помаже у спречавању пуцања. Неправилно печене глазуре и глазуре које се покваре могу да испусте олово у храну и пиће, посебно ако је контакт продужен или ако је храна врућа или кисела. 
Америчка агенција за храну и лекове (ФДА) је успоставила ограничења олова који се може излучити из комерцијално направљених или увезених производа, али за ручно рађени предмете не постоји оваква регулатива. 
Керамика купљена у страним земљама и предмети који нису намењени за употребу у исхрани такође могу да излучују високе нивое олова.

### Народни лекови
Неке латиноамеричке, индијске, азијске и блискоисточне праксе народне медицине сматрају да су тешки метали терапеутски. Утврђено је да одређени народни лекови за пробавне тегобе садрже веома висок ниво олова. Неки од лекова које садрже олово су: Азарцон, Аларцон, Цорал, Паи-лоо-ах и Грета. Производ је вероватно капсула или наранџасти или жути прах који се прогута.
Ајурведски лекови
Неки комплементарни производи могу бити контаминирани (загађени) или садрже високе нивое токсина. Ово је важан ризик јер конзумирање биља или препарата са, на пример, високом дозом живе или олова, што може бити ризично за пацијенте.
Ајурведски лекови, на пример, подељени су у две главне групе: само биљни и rasa shastra. Rasa shastra је древна пракса која намерно комбинује биље са металима, као што су жива, олово, гвожђе и цинк, или минералима, као што су лискун и драгуљи (нпр, бисер). Rasa shastra лекари тврде да су ови лекови терапијски безбедни, ако се правилно примењују и администрирају (укључујући процесе чишћења, за уклањање нежељених супстанци и унапређење терапијских моћи). 
Међутим, у случајном узорку, комерцијално припремљених ајурведских лекова купљених преко интернета, скоро 21% препарата садржи мерљиве нивое олова, живе или арсена. Тако, да дневне доза токсичних метала и неспроведени тестови квалитета тих производа, не дају гаранцију и могу да угрозе безбедност пацијената.

### Оловни лем
Лемљење ствара ситне фрагменте и честице олова величине прашине, као и испарења олова. Лемови са различитим концентрацијама олова користе се у електронској индустрији и у изради витража. Неки људи их могу користити за прављење прибора за пецање или у пројектима кућних водовода, иако је то незаконито. Домаћи апарати за дестилацију пића могу бити залемљени оловом, што може довести до испирања олова у пиће.  
Године 1995, ФДА је забранила конзерве за храну залемљене оловом, али неке се и даље могу повремено илегално увозити у Сједињене Америчке Државе, посебно у етничке продавнице.

### Вода за пиће
Већина јавних извора воде се рутински тестира и не прелазе границе олова Агенције за заштиту животне средине (ЕПА) мање од 15 делова на милијарду (ппб). (За флаширану воду, граница је мања од 5 ппб.) Међутим, вода може постати контаминирана ако наиђе на старе цеви залемљене оловом или славине које садрже олово унутар старих зграда. Нивои олова су највиши у води која се остави у цевима дуже од неколико сати иу врућој или киселој води.
Почетком 2000-их, утврђено је да су нивои олова у снабдевању водом за пиће у Вашингтону изнад ЕПА стандарда. Узрок је био неизвестан, али је можда био последица промене техника пречишћавања воде. Новије процене су забележиле нивое олова који су у складу са стандардима ЕПА. 
У периоду 2014–2015, становници Флинта, Мичиген, били су изложени олову у води за пиће због промене извора воде и недостатка одговарајуће контроле корозије. Због ове изложености, проценат деце са повишеним БЛЛ значајно се повећао са 3,1% на 5%.

### Прибор за пецање
Оловни утези и топови су мали и глатки и радознала деца их лако прогутају, посебно када опонашају одрасле који користе своје зубе да манипулишу прибором.

### Костимски/играчки накит
Јефтин накит који се продаје деци, често се продаје у аутоматима, био је извор неколико документованих случајева акутног тровања оловом. Деца лако жваћу или сишу ове предмете или их ненамерно гутају. Накит играчке који садржи олово је забрањена опасна супстанца, али такви предмети могу остати на тржишту. Посебно је сумњив увозни накит. Дошло је до смрти у 2006. години од тровања оловом након гутања шарма из пара патика које су остале непрепознате, што илуструје изазове у идентификацији и управљању случајевима тровања оловом. [ 18 ]  

### Тегови за завесе
Неки утези за завесе су направљени од олова и могу се прогутати. Ушивене су у руб завеса или поруб завеса.

### Уметничка уљана боја
Једна боја ликовне уљане боје, такозвана бела љуспица, садржи олово-карбонат. Многи уметници сматрају да не постоји замена за овај производ, који повећава трајност слике. Уметници су успешно лобирали за изузеће беле боје у љускама из забране америчке Комисије за безбедност потрошачких производа из 1977. године за оловну боју.

### Винилне мини ролетне
Винилне мини ролетне направљене пре 1997. могу да садрже олово. Временом, излагање топлоти и сунчевој светлости погоршава винил и ствара се оловна прашина на површини. Ролетне направљене од олова су повучене и забрањене од стране Комисије за безбедност потрошачких производа 1997. године, али до тада су милиони ових ролетни већ били продати. Вероватно је да се још увек налазе у многим америчким домовима.

### Креда за билијар
Индустрија често негира употребу олова као средства за бојење креде за биљар. Ипак, студија из 1996. године је закључила да су 3 од 23 тестиране марке креде за билијаре садржале олово, од којих 1 чак 7.000 делова олова на милион (ппм).

### Дечије играчке
Комисија за безбедност потрошачких производа континуирано проверава новопроизведене играчке на опасне супстанце укључујући олово или оловну боју. Дечије играчке, међутим, могу да садрже олово, посебно аутомобили, авиони или камиони, осликане играчке и оловни војници или друге фигурице.

### Стаклено посуђе (оловни кристал)
Као и керамика, оловни кристал може испирати олово у храну или пиће, посебно ако постоји продужени контакт или ако је пиће кисело. Стручњаци саветују да се пића не чувају у посуди од оловног кристала или да се редовно пију из кристала. Никада се не смеју користити оловне кристалне флашице за бебе.

### Прибор за јело
Многи ресторани користе прибор за јело који је рециклиран од отпадног алуминијума и за који се показало да садржи висок ниво олова. Да је то тако наводи Џон Пваманг, вршилац дужности шефа Агенције за заштиту животне средине Гане, у којој су власти откриле до 60% већу изложеност олову у ресторанима који користе оловом контаминирани прибор за јело и припрему хране.   

### Кохл
Кохл је древна црна козметика коју још увек користе неке жене на Блиском истоку, у Азији и Африци. Често садржи млевену галенит, метални минерал и извор олова. Неке културе стављају кохл на пупчане пањеве новорођенчади или га користе за украшавање очију и лица деце. Иако је кохл незаконит у Сједињеним Државама, може се наћи у неким етничким продавницама или може бити доступан за куповину на мрежи. Путници могу донети кохл кући у Сједињене Државе несвесни опасности.

### Мексичке бомбоне
Студије су откриле висок ниво олова у многим мексичким бомбонима, посебно у онима са тамариндом или чили прахом као састојком. 
Такође се показало да мастило које се користи за штампање омота за бомбоне садржи опасне количине олова.

### Пројектили
Олово се користи за прављење пројектила од средине 15. века. Његова широка доступност, савитљивост и велика густина и даље га чине идеалним за ову сврху. Данас је већина метака за сачмарице, пиштоље и пушке направљена од оловног језгра окруженог бакарним или челичним омотачем како би се олово заштитило од промене облика при великим брзинама. Економични чврсти оловни меци су такође доступни, као и традиционалне оловне мускетне кугле.
Радознала мала деца ће лако прогутати пројектиле. Буцксхот (мале куглице олова које користе ловци) могу остати у куваној дивљачи и ненамерно бити поједене. Такође, олово из пројектила који остане у киселој синовијалној течности зглобова може да се апсорбује у крв.